# Alchemilla rubens
Alchemilla rubens é uma espécie de rosácea do gênero Alchemilla, pertencente à família Rosaceae.